# 劉芹
劉芹（1514年—？年），字子獻，號春野，四川敘州府宜賓縣人，明朝政治人物。

## 生平
治《詩經》，由縣學生中式四川鄉試第六十七名舉人，年三十四歲中式嘉靖二十六年丁未科會試第五十四名，第二甲第四十六名進士。都察院觀政，授户部主事，歷员外、郎中，出为西安知府，升陕西副使。

## 家族
曾祖劉節明；祖劉汝釗；父劉海川；母劉氏；繼母姚氏。慈侍下，妻馮氏，行四，兄佐；達；芥。子万全。